# ダン・コール
ダン・コール（Dan Cole、1987年5月9日 - ）は、プレミアシップ・ラグビーのレスター・タイガースに所属するラグビーユニオン選手。2024-25シーズン限りでの引退を表明した。

## プロフィール
- イングランド代表キャップは118。[1]
- ラグビーワールドカップ2011・ラグビーワールドカップ2015・ラグビーワールドカップ2019・ラグビーワールドカップ2023に、イングランド代表として出場した[2][3][4][5][6][7]。
- 2013年と2017年の2回、ブリティッシュ・アンド・アイリッシュ・ライオンズに選ばれ、出場した[8][9][10]。

## 略歴
2006年、U19イングランド代表として、U19ラグビー世界選手権に出場。翌2007年にはU20イングランド代表として、U20シックス・ネーションズに出場。 
2007年に加入したレスター・タイガースで、同年10月にEDFエナジー・トロフィー（EDF Energy Trophy）のバース戦でプロチームデビューを果たした。 
2007–08シーズンの大半は、ローン移籍でベッドフォード・ブルースでプレー。 
2009年1月、イングランド・サクソンズ（イングランドA代表）でポルトガルと対戦。  
2009年1月から、ローン移籍でノッティンガムRFCで5試合プレーした。  
2009年、プレミアシップ・ラグビーの決勝戦にレスター・タイガースの控えから出場し、ロンドン・アイリッシュを破り優勝した。
翌2010年もプレミアシップ・ラグビー決勝戦に控えで出場し、サラセンズに勝利し、優勝。  
2010年2月6日、ウェールズ代表とのテストマッチに控えで出場し、シニアのイングランド代表デビューを果たした。同年シックス・ネーションズでのイタリア代表戦で初先発し 、アイルランド代表戦では初の国際試合トライを決めた。  
2013年、プレミアシップ・ラグビー決勝戦に先発出場し、ノーサンプトン・セインツを破り、レスター・タイガースが優勝。  
2022年、プレミアシップ・ラグビー決勝戦で先発出場し、レスター・タイガースはサラセンズに勝利し、コールにとって4度目のチーム優勝を果たした。  
2022年12月17日、レスター・タイガース300試合出場を達成した。  
2024年11月16日、オータム・ネーションズの南アフリカ共和国代表戦で、59分から出場し、イングランド代表118キャップを獲得した。  
2025年5月27日、2024-25シーズン限り、38歳で現役引退することを発表した。プレミアシップ・ラグビーのプレーオフ準決勝が6月7日、決勝は6月14日に開催される。  